# Mali Podol
Mali Podol je naselje na otoku Cresu. Administrativno, naselje pripada gradu Cresu.

## Zemljopisni položaj
Nalazi se sjeverozapadno od Vranskog jezera, na nadmorskoj visini od oko 240 metara.
Najbliža naselja su Lubenice (2 km sjeverozapadno) i Zbičina (2 km sjeverno).

## Stanovništvo
Prema popisu iz 2001. godine, naselje ima 4 stanovnika. Naselje ima desetak kuća.
| broj stanovnika | 65    | 65    | 73    | 66    | 69    | 68    | 54    | 59    | 65    | 69    | 38    | 21    | 14    | 5     | 4     | 3     | 3     |
|                 | 1857. | 1869. | 1880. | 1890. | 1900. | 1910. | 1921. | 1931. | 1948. | 1953. | 1961. | 1971. | 1981. | 1991. | 2001. | 2011. | 2021. |

## Vanjske poveznice
- Grad Cres: Naselja na području grada Cresa